# 里奧 (伊利諾伊州)
里奧（英語：Rio）是位於美國伊利諾伊州諾克斯縣的一個村落。

## 地理
里奧的座標為41°06′37″N 90°23′56″W / 41.11028°N 90.39889°W，而該地最高點為海拔高度237米（即778英尺）。

## 人口
根據2010年美國人口普查的數據，里奧的面積為0.81平方千米，當中陸地面積為0.81平方千米，而水域面積為0.00平方千米。當地共有人口220人，而人口密度為每平方千米271人。